# Abitau River
Der Abitau River ist ein etwa 195 km langer Fluss in Kanada.
Als Beginn des Abitau River ist der Abitau Lake in den Nordwest-Territorien definiert. Von dort aus fließt er durch stets unbewohntes Gebiet in westliche oder südwestliche Richtung. Dabei bildet er mehrere kleinere Seen, wie den Kester Lake. In der Provinz Saskatchewan mündet der Abitau River schließlich in den Tazin Lake, der sich 15 km nördlich des Athabascasees befindet.